# Budleigh Salterton
Budleigh Salterton ist ein Dorf in der Grafschaft Devon an der Ärmelkanalküste im Südwesten von England. Im Jahre 2001 hatte Budleigh Salterton 4805 Einwohner. Es gehört zum District East Devon.

## Lage
Budleigh Salterton liegt etwa 21 Kilometer südöstlich der Stadt Exeter, sieben Kilometer östlich von Exmouth und etwa zehn Kilometer südwestlich von Sidmouth.
Der Ort liegt an der Mündung des Flusses Otter. Die Mündung, eine mit Röhricht bestandene fruchtbare Sumpflandschaft, gilt als wichtiger Zufluchtsort für Zugvögel und wurde zum Naturschutzgebiet (Site of Special Scientific Interest) erklärt. Die Bucht hat einen ungefähr drei Kilometer langen Strand, der von großen Kieselsteinen gebildet wird. Dieser Kiesstrand erstreckt sich von Littleham Cove im Westen bis nach Otterton Ledge im Osten, wo der Otter in den Ärmelkanal mündet.

## Das Dorf

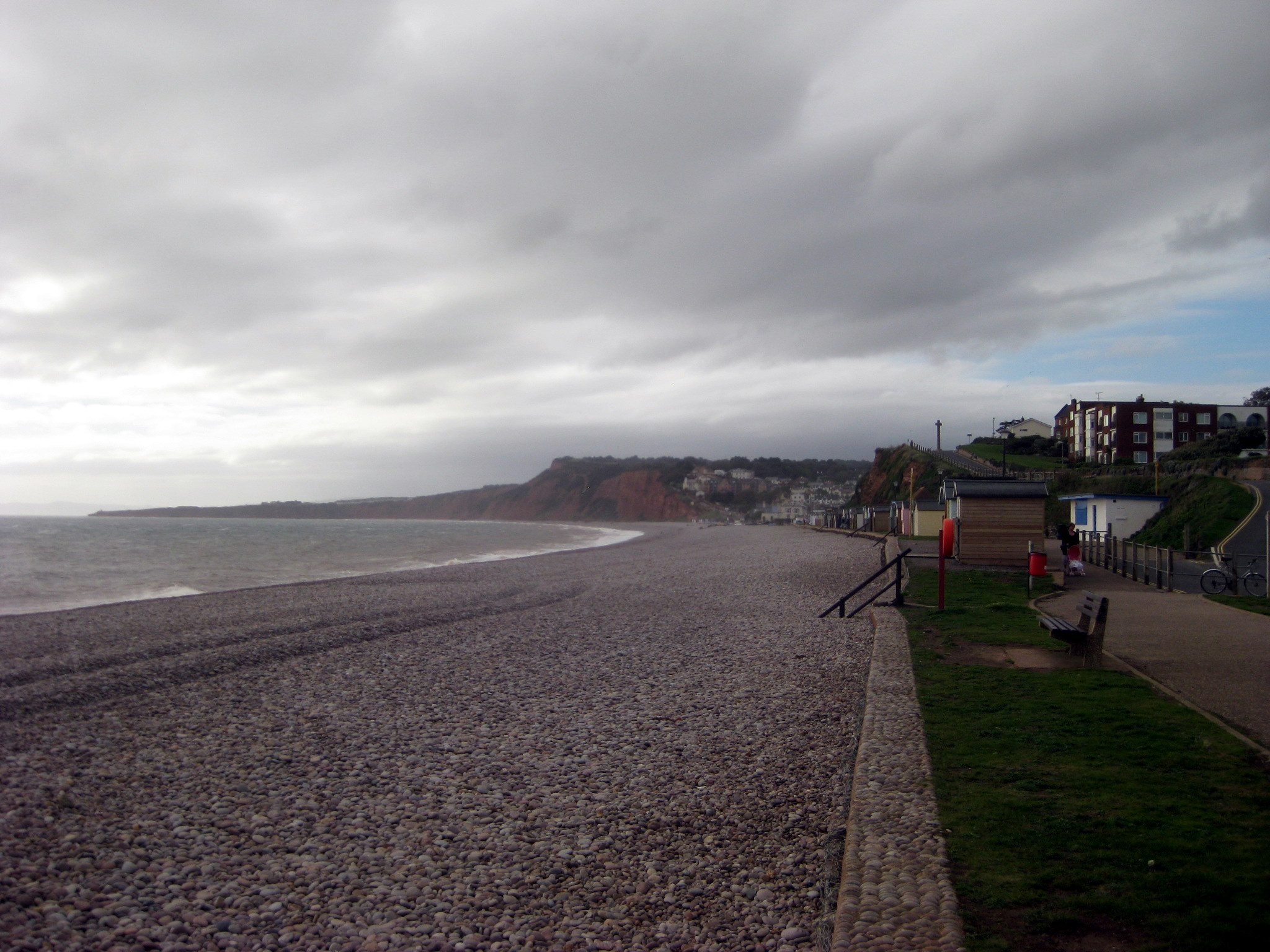
Strand mit Blick nach Südwesten, Richtung Straight Point

Das Dorf hieß ursprünglich Salterne, weil früher Salz in großen Salinen an der Mündung des Flusses gewonnen wurde.
Budleigh Salterton ist heute fast ausschließlich Wohngebiet, die meisten Unternehmen sind in oder in der Nähe der High Street. Die Hauptstraße von Budleigh Salterton mit vielen bemerkenswerten Gebäuden steht heute unter Denkmalschutz. In einem denkmalgeschützten Haus mit Strohdach befindet sich das Fairlynch Museum mit einer Ausstellung zu Geschichte und Geologie der Region. Es zeigt Puppen, Kostüme, Spitze und Tressen und andere Ausstellungen mit regionalem Bezug. Das Museum hat auch ein lokales Archiv.
Es besteht eine regelmäßige Busverbindung nach Exmouth und Sidmouth.

## Geologie

### Jurassic Coast

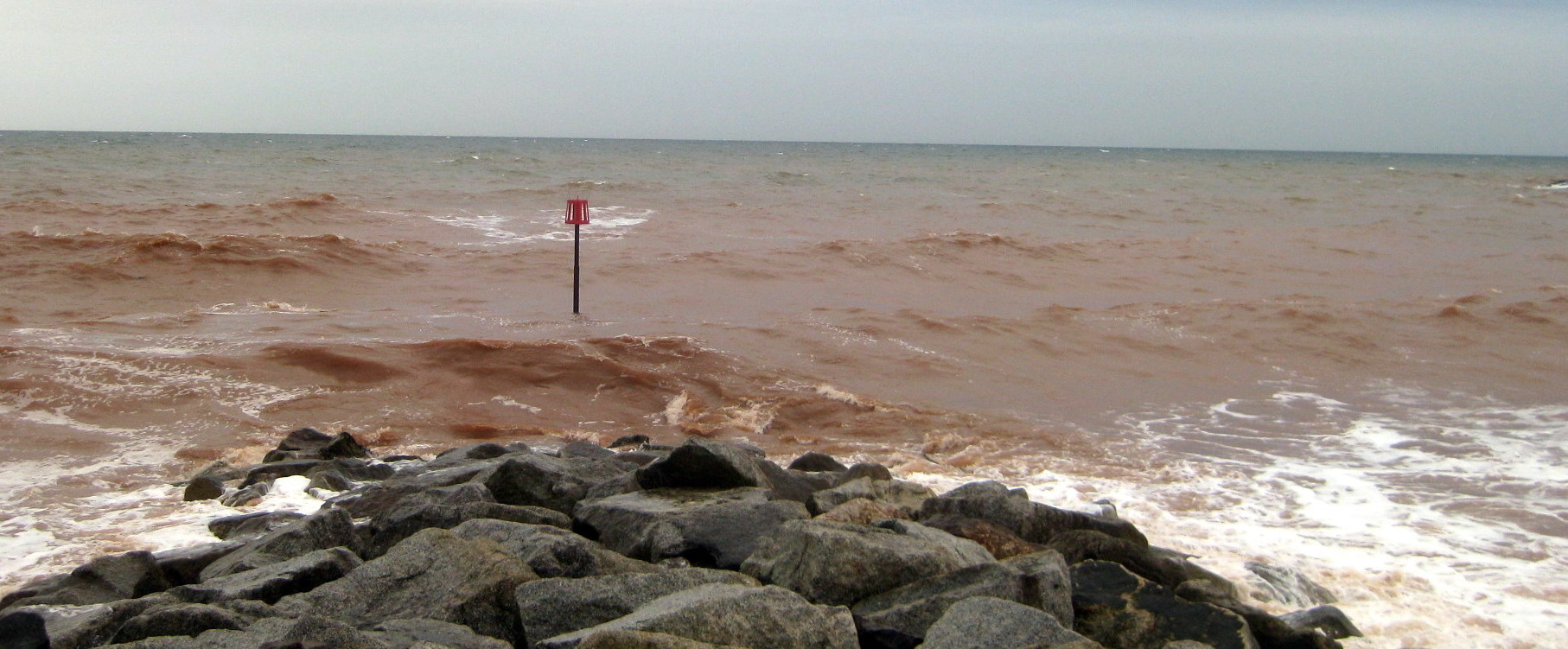
Durch ausgeschwemmtes Sediment rot gefärbtes Meereswasser vor Budleigh Salterton

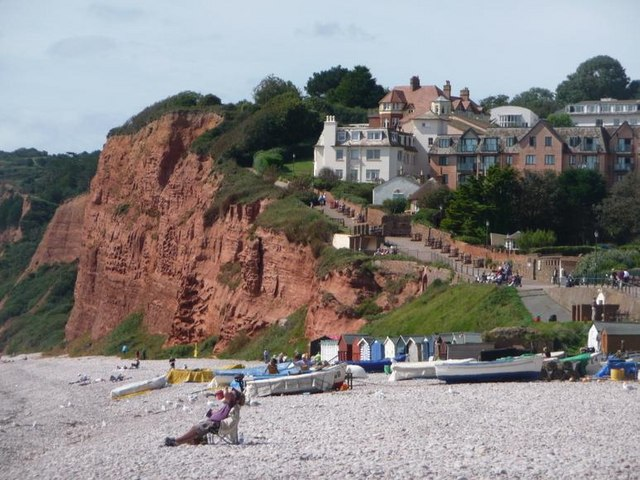
Kliff am Westrand von Budleigh Salterton. Hier stehen die Budleigh-Salterton-Konglomerate am Fuß des Kliffs an, überlagert von Dünensedimenten des Otter-Sandsteins.

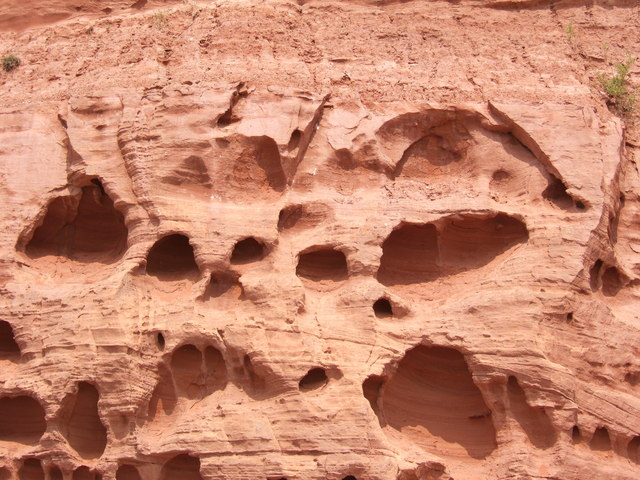
Großmaßstäbliche wabenförmige Verwitterung in Dünensedimenten des Otter-Sandsteins.

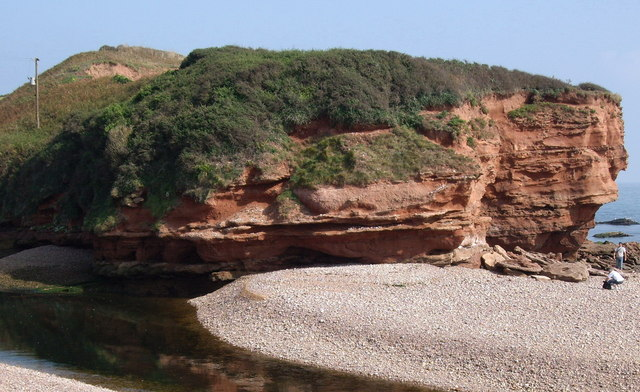
Flusssedimente des Otter-Sandsteins östlich von Budleigh Salterton, unmittelbar an der Otter-Mündung nahe der Landzunge Otterton Ledge.

Vom Orcombe Point bei Exmouth bis zu den Old Harry Rocks östlich der Studland Bay erstreckt sich in Ost-Devon und Dorset ein 155 Kilometer langer Streifen, dessen Küste und Klippen als erste Naturlandschaft in England von der UNESCO zum Weltnaturerbe erklärt wurde. Die Steilküste in der Umgebung von Budleigh Salterton ist ein Teil dieser sogenannten Jurassic Coast und Budleigh Salterton selbst ist ein offizieller Zugangspunkt (Gateway Town) zu diesem Küstengeotop.
Budleigh Salterton liegt auf der Route der sogenannten World Heritage Tour (auch als „walk through time“ bezeichnet), die in Orcombe Point beginnt und nach sechs Kilometern Budleigh Salterton erreicht. Die natürlichen Aufschlüsse entlang der Jurassic Coast bilden eine weitgehend kontinuierliche Abfolge von Gesteinen der Trias, des Jura und der Kreide, die etwa 185 Millionen Jahre der Erdgeschichte repräsentiert. Die Gesteinsschichten der Jurassic Coast sind meist leicht nach Osten geneigt, weswegen der geologisch älteste Teil sich im Westen dieses Weltnaturerbes befindet. Nach Osten werden die Klippen von sukzessiv jüngeren Gesteinen aufgebaut. Der Ablagerungsraum, der die Sedimentserien der Jurassic Coast seinerzeit aufnahm, ist das sogenannte Wessex Becken.
Im Bereich von Budleigh Salterton sind die älteren Gesteine der Abfolge der Jurassic Coast aufgeschlossen. Sie entstammen überwiegend der Trias. Die Gesteinsserien wurden im Zuge der geologischen Erforschung Südenglands der „Sherwood Sandstone Group“ des sogenannten New Red Sandstone zugeordnet und in zwei gut unterscheidbare Schichtpakete untergliedert: die von Konglomeraten dominierte Budleigh Salterton Pebble Beds Formation und die den Konglomeraten auflagernde, mehr aus feinkörnigen Sedimenten wie Sand- und Schluffsteinen gebildete Otter Sandstone Formation. Beide Gesteinsabfolgen sind markant rot und wurden in trockenem, z. T. wüstenhaftem Klima abgelagert. Das Meerwasser in diesem Küstenabschnitt färbt sich bei starkem Wellengang durch ausgewaschene Sedimentpartikel rot.

### Budleigh-Salterton-Konglomerate
Die Gerölle in den Budleigh Salterton Pebble Beds bestehen überwiegend aus hartem, rötlichem, gelblichem oder grauem Quarzit. Diese Quarzit-Gerölle sind oft zehn oder 20, manchmal bis zu 40 Zentimeter groß und weisen deutliche Einschlagsmarken auf, die vom Transport an ihre heutige Position herrühren. Des Weiteren bestehen die Gerölle aus schwarzem Turmalinit oder turmalinreichem Hornfels und aus Quarz. Relativ selten sind Gerölle aus Sandstein, die noch seltener Fossilien ordovizischer Brachiopoden enthalten. In weiter nördlich liegenden, inländischen Aufschlüssen der Budleigh-Salterton-Konglomerate nimmt die mittlere Größe der Gerölle ab und es sind in zunehmendem Maße Sandsteinlagen in die Abfolge eingeschaltet.
Bei diesem Material, aus dem der überwiegende Teil der Gerölle besteht, handelt es sich um sogenannten Armorikanischen Quarzit, ein Gestein, das auf den Britischen Inseln nicht vorkommt, dafür aber für das Ordovizium des festländischen Mittel-, West- und Südwesteuropas typisch ist. Die zu Budleigh Salterton räumlich nächsten Vorkommen befinden sich im Nordwesten Frankreichs. Lediglich der Turmalinit bzw. Hornfels lässt sich relativ sicher der Kontaktzone des nur etwa 20 Kilometer westlich anstehenden Dartmoor-Granits zuordnen.
Es handelt sich bei den Budleigh-Salterton-Konglomeraten um die Ablagerungen eines Flusssystems mit Geröllbett. Diese wegen ihres starken Gefälles relativ schnell fließenden Flüsse brachten die Quarzit-Gerölle von Süden aus dem sogenannten Armorikanischen Massiv in der heutigen Bretagne mit. Kleinere Seitenarme spülten Gerölle aus dem unmittelbar westlich benachbarten Cornubischen Massiv in die Hauptarme, u. a. den Turmalinit bzw. Hornfels aus der Umgebung des Dartmoor-Granits. Armorikanisches und Cornubisches Massiv sind Teilmassive des Variszischen Gebirges, das in der frühen Trias aber bereits weitgehend erodiert war. Das ausgedehnte Flusssystem, dessen Ablagerungen die Budleigh-Salterton-Konglomerate repräsentieren, wird in der geologischen Literatur als das Budleighensis-Flusssystem (Flusssystem von Budleigh) bezeichnet.
Im Verlauf der letzten Jahrtausende wurden die Gerölle durch Meeresbrandung und Regen kontinuierlich aus dem von den Klippen gefallenen Gestein und den Klippen selbst herausgewaschen und bilden heute den Strand von Budleigh Salterton. Vermutlich wurden Gerölle während schwerer Stürme durch Wellen und starke Strömung von hier weiter nach Osten verfrachtet, bis nach Chesil Beach und sogar bis nach Lulworth Cove und die Isle of Wight.

### Otter-Sandstein-Formation
Im Hangenden der Budleigh-Salterton-Konglomerate folgt die Otter Sandstone Formation, benannt nach dem Fluss Otter, der bei Budleigh Salterton in den Ärmelkanal mündet. In seinem basalen Abschnitt, westlich von Budleigh Salterton, besteht der Otter-Sandstein aus Dünensedimenten, die einem Windkanter-Horizont am oberen Abschluss der Budleigh-Salterton-Konglomerate unmittelbar auflagern und damit als Wüstenablagerung gedeutet werden können. Die Windkanter zeigen zudem, dass die oberste Schicht der Konglomerate vor Beginn der Ablagerung des Otter-Sandsteins lange Zeit dem Wind ausgesetzt gewesen sein muss und somit zwischen Budleigh-Salterton-Konglomeraten und Otter-Sandstein eine Schichtlücke klafft. U. a. deshalb wird der Sandstein klar jünger geschätzt als die Konglomerate und in die mittlere Trias gestellt. Östlich der Otter-Mündung folgen fluviatile, z. T. deutlich grobkörnigere Sandsteine, zu deren Ablagerungszeit das Klima offenbar wieder etwas weniger trocken war. Die Flusssedimente des Otter-Sandsteins werden ebenfalls der Tätigkeit des Budleighensis-Flusssystems zugeschrieben.

### Sonstiges
Im Liegenden der Budleigh-Salterton-Konglomerate, etwas weiter westlich bei der kleinen Bucht Littleham Cove ist die Littleham Mudstone Formation aufgeschlossen. Sie ist v. a. hinsichtlich ihrer radioaktiven Konkretionen, die Vanadium- und Uranminerale enthalten, bekannt.
Die Kliffs der Steilküste in der Umgebung von Budleigh Salterton sind Typus-Lokalität und Typus-Profil oder Teil des Typus-Profils des Littleham-Tonsteins sowie der Budleigh-Salterton-Konglomerate und des Otter-Sandsteins.

## Persönlichkeiten
- Henry John Carter (1813–1895), Chirurg, Zoologe, Geologe und Paläontologe
- Belinda Lee (1935–1961), Schauspielerin